# 多摩梨帝国
多摩梨帝国是孟加拉湾北部海岸的一个古城和古国，位于今天的印度西孟加拉邦塔姆卢克。地处恒河河口，是古代印度东部的重要海港。东晋义熙五年（409年），法显在此地搭乘商船，前往狮子国（今斯里兰卡）。唐时又译作耽摩立底或耽摩栗底，唐咸亨四年（673年），义净到达此地，并在此停留一年，学习梵语。

## 延伸阅读
[在维基数据编辑]
 《欽定古今圖書集成·方輿彙編·邊裔典·耽摩栗底部》，出自陈梦雷《古今圖書集成》
 《欽定古今圖書集成·方輿彙編·邊裔典·多摩梨帝部》，出自陈梦雷《古今圖書集成》